# Pherothrinax furcatella
Pherothrinax furcatella är en tvåvingeart som först beskrevs av Mario Bezzi 1924.  Pherothrinax furcatella ingår i släktet Pherothrinax och familjen borrflugor. Inga underarter finns listade i Catalogue of Life.